# Nvidia-GeForce-30-Serie

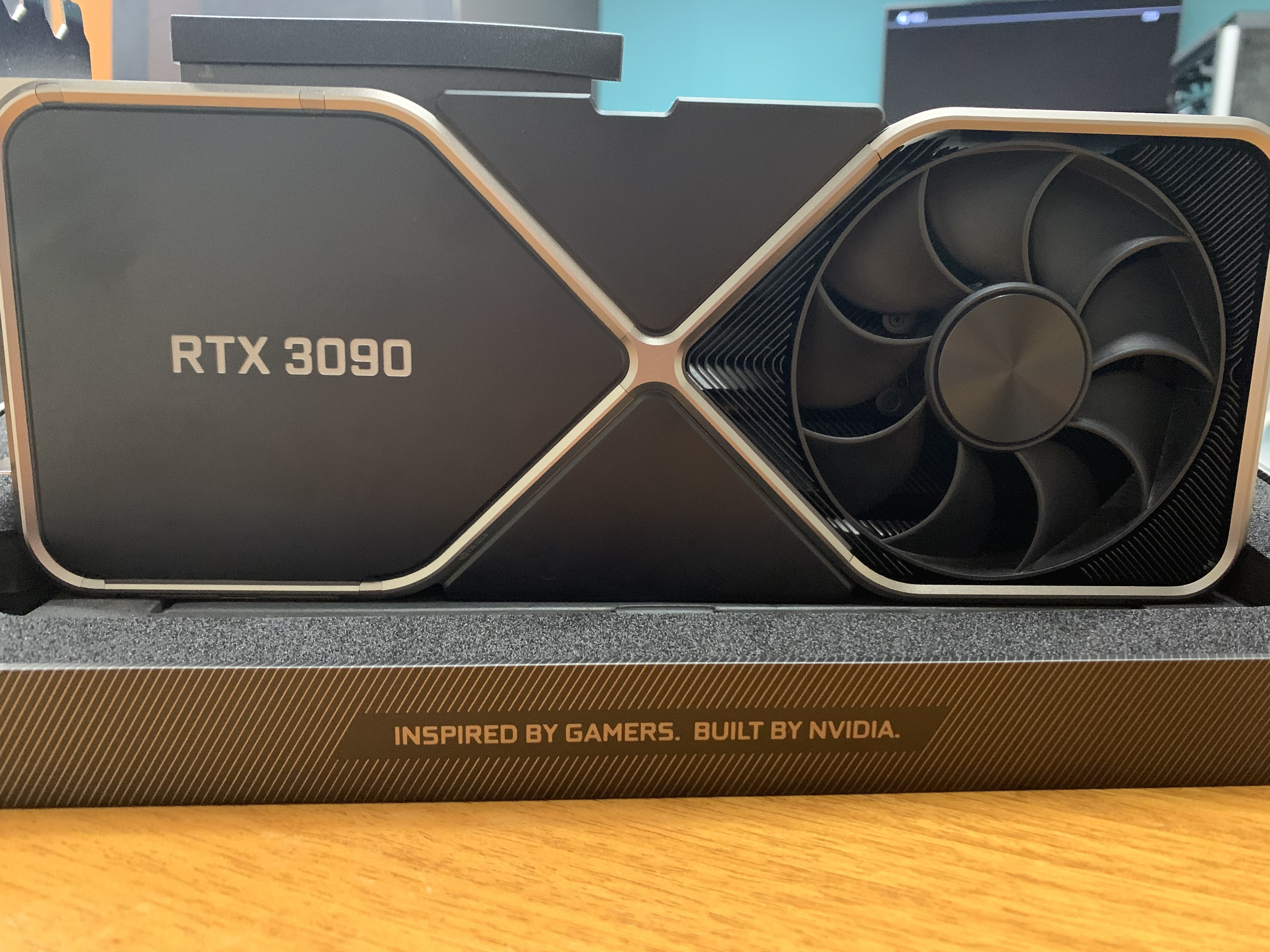
Das Flaggschiffmodell der Serie, die Nvidia GeForce RTX 3090 Ti, in der Founders Edition

Die GeForce-30-Serie ist eine Serie von Grafikchips des Unternehmens Nvidia und Nachfolger der GeForce-20- und GeForce-16-Serie. Alle Grafikprozessoren basieren auf der Ampere-Architektur (benannt nach dem französischen Mathematiker und Physiker André-Marie Ampère) und unterstützen das Shadermodell 6.5 nach DirectX 12 Ultimate. Die Grafikkarten wurden am 1. September 2020 offiziell vorgestellt. Die GeForce-30-Serie wurde am 20. September 2022 von der GeForce-40-Serie abgelöst.

## Ampere-Architektur
Die Ampere-Architektur ist eine Weiterentwicklung der Turing-Architektur und behält deren Grundgerüst aus Graphics-Processing-Cluster (GPC), Texture-Processing-Cluster (TPC) und Streaming-Multiprozessoren (SM) bei. Innerhalb dieses Gerüsts wurde jedoch der Aufbau deutlich modifiziert. Statt getrennte Einheiten für Fließkomma- (FP32) und Integer- (INT32) Berechnungen zu verwenden, beherrschen nun sämtliche Recheneinheiten FP32. Dadurch erhöht sich die Anzahl der CUDA-Kerne von 64 auf 128 je SM (Streaming Multiprozessor). Für reine FP32-Berechnungen wurde so die theoretische Rechenleistung verdoppelt, während für kombinierten FP32- und INT32-Berechnungen die Rechenleistung gleich bleibt.
Die ROPs sind nicht mehr den Speicherinterfaces zugeordnet, sondern den GPCs, wodurch ihre Zahl bei dem größten vorgestellten Chip (GA102) auf 112 steigt, von 96 bei dem direkten Vorgänger. Für die RTX 3080 wird ein GPC deaktiviert, wodurch die Zahl der ROPs auf 96 sinkt. Bei erwähntem GA102-Chip setzt Nvidia erstmals auf GDDR6X-Speicher von Micron Technology, während günstigere Grafikkarten weiter GDDR6 nutzen. GDDR6X ermöglicht eine deutlich höhere Bandbreite unter anderem durch das PAM4-Verfahren, das Platinen-Layout wird jedoch hierdurch komplexer.
Während die RTX 3060, 3070 und 3080 die direkten Nachfolger der RTX 2060, 2070 und 2080 (Super) sind, wird die als 8K-Gaming-fähig angepriesene RTX 3090 als Nachfolgerin der Titan RTX angesehen. Begründet wird dies mit derselben Größe des Videospeichers und dem Einsatzbereich des professionellen 3D-Renderings.
Der Energiebedarf steigt gegenüber der Turing-Generation erheblich an und erreicht 450 Watt für das Top-Modell RTX 3090 Ti (Vorgänger RTX 2080 Ti: 260 Watt) bzw. 220 Watt und 200 Watt für die kleineren Modelle RTX 3070 sowie RTX 3060 Ti (Vorgänger RTX 2070: 175 – 185 Watt bzw. RTX 2060: 160 Watt).

## Datenübersicht

### Grafikprozessoren
| Grafik- chip | Fertigung    | Fertigung      | Fertigung   | Einheiten | Einheiten      | Einheiten      | Einheiten      | Einheiten         | Einheiten     | Einheiten | L2- Cache | API-Support | API-Support | API-Support | API-Support | API-Support | Video- pro- zessor | Bus- Schnitt- stelle      |
| Grafik- chip | Prozess      | Transis- toren | Die- Fläche | ROPs      | Unified-Shader | Unified-Shader | Unified-Shader | Textur- einheiten | Tensor- kerne | RT- Kerne | L2- Cache | DirectX     | OpenGL      | OpenCL      | CUDA        | Vulkan      | Video- pro- zessor | Bus- Schnitt- stelle      |
| Grafik- chip | Prozess      | Transis- toren | Die- Fläche | ROPs      | GPC            | SM             | ALUs           | Textur- einheiten | Tensor- kerne | RT- Kerne | L2- Cache | DirectX     | OpenGL      | OpenCL      | CUDA        | Vulkan      | Video- pro- zessor | Bus- Schnitt- stelle      |
| ------------ | ------------ | -------------- | ----------- | --------- | -------------- | -------------- | -------------- | ----------------- | ------------- | --------- | --------- | ----------- | ----------- | ----------- | ----------- | ----------- | ------------------ | ------------------------- |
| GA102        | Samsung 8 nm | 28,3 Mrd.      | 628 mm²     | 112       | 7              | 084            | 10752          | 336               | 336           | 84        | 06 MiB    | 12.2        | 4.6         | 3.0         | 8.6         | 1.3         | VP11               | PCIe 4.0 ×16              |
| GA103        | Samsung 8 nm | 22,0 Mrd.      | 496 mm²     | 096       | 6              | 060            | 07680          | 240               | 240           | 60        | 04 MiB    | 12.2        | 4.6         | 3.0         | 8.6         | 1.3         | VP11               | PCIe 4.0 ×16              |
| GA104        | Samsung 8 nm | 17,4 Mrd.      | 392 mm²     | 096       | 6              | 048            | 06144          | 192               | 192           | 48        | 04 MiB    | 12.2        | 4.6         | 3.0         | 8.6         | 1.3         | VP11               | PCIe 4.0 ×16              |
| GA106        | Samsung 8 nm | 12,0 Mrd.      | 276 mm²     | 048       | 3              | 030            | 03840          | 120               | 120           | 30        | 03 MiB    | 12.2        | 4.6         | 3.0         | 8.6         | 1.3         | VP11               | PCIe 4.0 ×16 PCIe 4.0 ×80 |
| GA107        | Samsung 8 nm | 08,7 Mrd.      | 200 mm²     | 032       | 2              | 020            | 02560          | 080               | 080           | 20        | 02 MiB    | 12.2        | 4.6         | 3.0         | 8.6         | 1.3         | VP11               | PCIe 4.0 ×80              |

### Desktop-Modelldaten
| Marke \| Modell | Marke \| Modell | Offizieller Launch | Grafikprozessor (GPU) | Grafikprozessor (GPU) | Grafikprozessor (GPU) | Grafikprozessor (GPU) | Grafikprozessor (GPU) | Grafikprozessor (GPU) | Grafikprozessor (GPU) | Grafikprozessor (GPU) | Grafikprozessor (GPU) | Grafikspeicher  | Grafikspeicher | Grafikspeicher      | Grafikspeicher                 | Leistungsdaten             | Leistungsdaten             | Leistungsdaten | Leistungsdaten | Leistungsaufnahme | Leistungsaufnahme | Leistungsaufnahme |
| Marke \| Modell | Marke \| Modell | Offizieller Launch | Typ                   | Aktive Einheiten      | Aktive Einheiten      | Aktive Einheiten      | Aktive Einheiten      | Aktive Einheiten      | Aktive Einheiten      | Chiptakt              | Chiptakt              | Speicher- größe | Speicher- takt | Speicher- interface | Speicher- bandbreite (in GB/s) | Rechenleistung (in TFlops) | Rechenleistung (in TFlops) | Füllrate       | Füllrate       | MGCP              | Messwerte         | Messwerte         |
| Marke \| Modell | Marke \| Modell | Offizieller Launch | Typ                   | ROPs                  | SM                    | ALUs                  | Textur- einheiten     | Tensor- kerne         | RT- Kerne             | Basis (MHz)           | Boost (MHz)           | Speicher- größe | Speicher- takt | Speicher- interface | Speicher- bandbreite (in GB/s) | Rechenleistung (in TFlops) | Rechenleistung (in TFlops) | Pixel (GP/s)   | Texel (GT/s)   | MGCP              | Idle              | 3D- Last          |
| Marke \| Modell | Marke \| Modell | Offizieller Launch | Typ                   | ROPs                  | SM                    | ALUs                  | Textur- einheiten     | Tensor- kerne         | RT- Kerne             | Basis (MHz)           | Boost (MHz)           | Speicher- größe | Speicher- takt | Speicher- interface | Speicher- bandbreite (in GB/s) | 32 bit                     | 64 bit                     | Pixel (GP/s)   | Texel (GT/s)   | MGCP              | Idle              | 3D- Last          |
| --------------- | --------------- | ------------------ | --------------------- | --------------------- | --------------------- | --------------------- | --------------------- | --------------------- | --------------------- | --------------------- | --------------------- | --------------- | -------------- | ------------------- | ------------------------------ | -------------------------- | -------------------------- | -------------- | -------------- | ----------------- | ----------------- | ----------------- |
| GeForce RTX     | 3050            | 2. Feb. 2024       | GA107                 | 032                   | 18                    | 02304                 | 072                   | 072                   | 18                    | 1042                  | 1470                  | 6 GiB GDDR6     | 1750 MHz       | 96 Bit              | 0168                           | 06,77                      | 0,11                       | 047,0          | 105,8          | 070 W             | 6 W               | 70 W              |
| GeForce RTX     | 3050            | 16. Dez. 2022      | GA107                 | 032                   | 20                    | 02560                 | 080                   | 080                   | 20                    | 1552                  | 1777                  | 08 GiB GDDR6X   | 1750 MHz       | 128 Bit             | 0224                           | 09,10                      | 0,14                       | 056,9          | 142,2          | 115 W             | k. A.             | k. A.             |
| GeForce RTX     | 3050            | 27. Jan. 2022      | GA106                 | 032                   | 20                    | 02560                 | 080                   | 080                   | 20                    | 1552                  | 1777                  | 08 GiB GDDR6X   | 1750 MHz       | 128 Bit             | 0224                           | 09,10                      | 0,14                       | 056,9          | 142,2          | 130 W             | 9 W               | 129 W             |
| GeForce RTX     | 3060            | 12. Okt. 2022      | GA106                 | 048                   | 28                    | 03584                 | 112                   | 112                   | 28                    | 1320                  | 1777                  | 08 GiB GDDR6X   | 1875 MHz       | 128 Bit             | 0240                           | 12,74                      | 0,20                       | 085,3          | 199,0          | 170 W             | k. A.             | k. A.             |
| GeForce RTX     | 3060            | Okt. 2022          | GA104                 | 064                   | 28                    | 03584                 | 112                   | 112                   | 28                    | 1320                  | 1777                  | 08 GiB GDDR6X   | 1875 MHz       | 128 Bit             | 0240                           | 12,74                      | 0,20                       | 113,7          | 199,0          | 195 W             | k. A.             | k. A.             |
| GeForce RTX     | 3060            | 25. Feb. 2021      | GA106                 | 048                   | 28                    | 03584                 | 112                   | 112                   | 28                    | 1320                  | 1777                  | 12 GiB GDDR6X   | 1875 MHz       | 192 Bit             | 0360                           | 12,74                      | 0,20                       | 085,3          | 199,0          | 170 W             | 13 W              | 172 W             |
| GeForce RTX     | 3060            | 1. Sep. 2021       | GA104                 | 064                   | 28                    | 03584                 | 112                   | 112                   | 28                    | 1320                  | 1777                  | 12 GiB GDDR6X   | 1875 MHz       | 192 Bit             | 0360                           | 12,74                      | 0,20                       | 113,7          | 199,0          | 170 W             | k. A.             | k. A.             |
| GeForce RTX     | 3060 Ti         | 23. Feb. 2022      | GA103                 | 080                   | 38                    | 04864                 | 152                   | 152                   | 38                    | 1410                  | 1665                  | 08 GiB GDDR6X   | 1750 MHz       | 256 Bit             | 0448                           | 16,20                      | 0,25                       | 133,2          | 253,1          | 200 W             | k. A.             | k. A.             |
| GeForce RTX     | 3060 Ti         | 2. Dez. 2020       | GA104                 | 080                   | 38                    | 04864                 | 152                   | 152                   | 38                    | 1410                  | 1665                  | 08 GiB GDDR6X   | 1750 MHz       | 256 Bit             | 0448                           | 16,20                      | 0,25                       | 133,2          | 253,1          | 200 W             | 10 W              | 202 W             |
| GeForce RTX     | 3060 Ti         | 19. Okt. 2022      | GA104                 | 080                   | 38                    | 04864                 | 152                   | 152                   | 38                    | 1410                  | 1665                  | 08 GiB GDDR6X   | 1188 MHz       | 256 Bit             | 0608                           | 16,20                      | 0,25                       | 133,2          | 253,1          | 225 W             | k. A.             | 225 W             |
| GeForce RTX     | 3070            | 29. Okt. 2020      | GA104                 | 096                   | 46                    | 05888                 | 184                   | 184                   | 46                    | 1500                  | 1725                  | 08 GiB GDDR6X   | 1750 MHz       | 256 Bit             | 0448                           | 20,31                      | 0,32                       | 165,6          | 317,4          | 220 W             | 10 W              | 221 W             |
| GeForce RTX     | 3070 Ti         | 10. Juni 2021      | GA104                 | 096                   | 48                    | 06144                 | 192                   | 192                   | 48                    | 1575                  | 1770                  | 08 GiB GDDR6X   | 1188 MHz       | 256 Bit             | 0608                           | 21,75                      | 0,34                       | 169,9          | 339,8          | 290 W             | 12 W              | 292 W             |
| GeForce RTX     | 3070 Ti         | 21. Okt. 2022      | GA102                 | 096                   | 48                    | 06144                 | 192                   | 192                   | 48                    | 1575                  | 1770                  | 08 GiB GDDR6X   | 1188 MHz       | 256 Bit             | 0608                           | 21,75                      | 0,34                       | 169,9          | 339,8          | 290 W             | k. A.             | k. A.             |
| GeForce RTX     | 3080            | 17. Sep. 2020      | GA102                 | 096                   | 68                    | 08704                 | 272                   | 272                   | 68                    | 1440                  | 1710                  | 10 GiB GDDR6X   | 1188 MHz       | 320 Bit             | 0760                           | 29,77                      | 0,47                       | 164,2          | 465,1          | 320 W             | 10 W              | 325 W             |
| GeForce RTX     | 3080            | 11. Jan. 2022      | GA102                 | 096                   | 70                    | 08960                 | 280                   | 280                   | 70                    | 1260                  | 1710                  | 12 GiB GDDR6X   | 1188 MHz       | 384 Bit             | 0912                           | 30,64                      | 0,49                       | 164,2          | 478,8          | 350 W             | k. A.             | 345 W             |
| GeForce RTX     | 3080 Ti         | 3. Juni 2021       | GA102                 | 112                   | 80                    | 10240                 | 320                   | 320                   | 80                    | 1365                  | 1665                  | 12 GiB GDDR6X   | 1188 MHz       | 384 Bit             | 0912                           | 34,10                      | 0,53                       | 186,5          | 532,8          | 350 W             | 14 W              | 350 W             |
| GeForce RTX     | 3080 Ti         | Jan. 2022          | GA102                 | 112                   | 80                    | 10240                 | 320                   | 320                   | 80                    | 1335                  | 1665                  | 20 GiB GDDR6X   | 1188 MHz       | 320 Bit             | 0760                           | 34,10                      | 0,53                       | 186,5          | 532,8          | 350 W             | k. A.             | k. A.             |
| GeForce RTX     | 3090            | 24. Sep. 2020      | GA102                 | 112                   | 82                    | 10496                 | 328                   | 328                   | 82                    | 1395                  | 1695                  | 24 GiB GDDR6X   | 1219 MHz       | 384 Bit             | 0936                           | 35,58                      | 0,56                       | 189,8          | 556,0          | 350 W             | 16 W              | 359 W             |
| GeForce RTX     | 3090 Ti         | 29. März 2022      | GA102                 | 112                   | 84                    | 10752                 | 336                   | 336                   | 84                    | 1560                  | 1860                  | 24 GiB GDDR6X   | 1313 MHz       | 384 Bit             | 1010                           | 40,00                      | 0,63                       | 208,3          | 625,0          | 450 W             | 23 W              | 462 W             |

### Notebook-Modelldaten
| Marke \| Modell | Marke \| Modell | Offizieller Launch | Grafikprozessor (GPU) | Grafikprozessor (GPU) | Grafikprozessor (GPU) | Grafikprozessor (GPU) | Grafikprozessor (GPU) | Grafikprozessor (GPU) | Grafikprozessor (GPU) | Grafikprozessor (GPU) | Grafikprozessor (GPU) | Grafikspeicher  | Grafikspeicher | Grafikspeicher      | Grafikspeicher                 | Leistungsdaten             | Leistungsdaten             | Leistungsdaten | Leistungsdaten | MGCP  |
| Marke \| Modell | Marke \| Modell | Offizieller Launch | Typ                   | Aktive Einheiten      | Aktive Einheiten      | Aktive Einheiten      | Aktive Einheiten      | Aktive Einheiten      | Aktive Einheiten      | Chiptakt              | Chiptakt              | Speicher- größe | Speicher- takt | Speicher- interface | Speicher- bandbreite (in GB/s) | Rechenleistung (in TFlops) | Rechenleistung (in TFlops) | Füllrate       | Füllrate       | MGCP  |
| Marke \| Modell | Marke \| Modell | Offizieller Launch | Typ                   | ROPs                  | SM                    | ALUs                  | Textur- einheiten     | Tensor- kerne         | RT- Kerne             | Basis (MHz)           | Boost (MHz)           | Speicher- größe | Speicher- takt | Speicher- interface | Speicher- bandbreite (in GB/s) | Rechenleistung (in TFlops) | Rechenleistung (in TFlops) | Pixel (GP/s)   | Texel (GT/s)   | MGCP  |
| Marke \| Modell | Marke \| Modell | Offizieller Launch | Typ                   | ROPs                  | SM                    | ALUs                  | Textur- einheiten     | Tensor- kerne         | RT- Kerne             | Basis (MHz)           | Boost (MHz)           | Speicher- größe | Speicher- takt | Speicher- interface | Speicher- bandbreite (in GB/s) | 32 bit                     | 64 bit                     | Pixel (GP/s)   | Texel (GT/s)   | MGCP  |
| --------------- | --------------- | ------------------ | --------------------- | --------------------- | --------------------- | --------------------- | --------------------- | --------------------- | --------------------- | --------------------- | --------------------- | --------------- | -------------- | ------------------- | ------------------------------ | -------------------------- | -------------------------- | -------------- | -------------- | ----- |
| GeForce RTX     | 3050 Mobile     | 11. Mai 2021       | GA107                 | 32                    | 16                    | 2048                  | 064                   | 064                   | 16                    | 1065                  | 1343                  | 04 GiB GDDR6    | 1500 MHz       | 128 Bit             | 192                            | 05,50                      | 0,09                       | 043,0          | 086,0          | 075 W |
| GeForce RTX     | 3050 Mobile     | 6. Juli 2022       | GA107                 | 32                    | 20                    | 2560                  | 080                   | 080                   | 20                    | 0652                  | 1207                  | 04 GiB GDDR6    | 1750 MHz       | 128 Bit             | 224                            | 06,18                      | 0,10                       | 038,6          | 096,6          | 045 W |
| GeForce RTX     | 3050 Mobile     | 6. Juli 2022       | GA107                 | 32                    | 20                    | 2560                  | 080                   | 080                   | 20                    | 1237                  | 1492                  | 06 GiB GDDR6    | 1750 MHz       | 128 Bit             | 168                            | 07,64                      | 0,12                       | 047,7          | 119,4          | 075 W |
| GeForce RTX     | 3050 Ti Mobile  | 11. Mai 2021       | GA107                 | 32                    | 20                    | 2560                  | 080                   | 080                   | 20                    | 0735                  | 1035                  | 04 GiB GDDR6    | 1500 MHz       | 128 Bit             | 192                            | 05,32                      | 0,08                       | 033,1          | 082,8          | 075 W |
| GeForce RTX     | 3050 Ti Mobile  | 11. Mai 2021       | GA106                 | 32                    | 20                    | 2560                  | 080                   | 080                   | 20                    | 0735                  | 1035                  | 04 GiB GDDR6    | 1500 MHz       | 128 Bit             | 192                            | 05,30                      | 0,08                       | 033,1          | 082,8          | 075 W |
| GeForce RTX     | 3060 Mobile     | 2. Feb. 2021       | GA106                 | 48                    | 30                    | 3840                  | 120                   | 120                   | 30                    | 0900                  | 1425                  | 06 GiB GDDR6    | 1750 MHz       | 192 Bit             | 336                            | 10,94                      | 0,17                       | 068,4          | 171,0          | 080 W |
| GeForce RTX     | 3070 Mobile     | 2. Feb. 2021       | GA104                 | 80                    | 40                    | 5120                  | 160                   | 160                   | 40                    | 1110                  | 1560                  | 08 GiB GDDR6    | 1750 MHz       | 256 Bit             | 448                            | 15,97                      | 0,25                       | 124,8          | 249,6          | 115 W |
| GeForce RTX     | 3070 Ti Mobile  | 1. Feb. 2022       | GA104                 | 96                    | 46                    | 5888                  | 184                   | 184                   | 46                    | 0915                  | 1410                  | 08 GiB GDDR6    | 1750 MHz       | 256 Bit             | 448                            | 16,60                      | 0,26                       | 135,4          | 259,4          | 115 W |
| GeForce RTX     | 3080 Mobile     | 2. Feb. 2021       | GA104                 | 96                    | 48                    | 6144                  | 192                   | 192                   | 48                    | 1110                  | 1545                  | 08 GiB GDDR6    | 1750 MHz       | 256 Bit             | 448                            | 18,98                      | 0,30                       | 148,3          | 296,6          | 115 W |
| GeForce RTX     | 3080 Ti Mobile  | 25. Jan. 2022      | GA103                 | 96                    | 58                    | 7424                  | 232                   | 232                   | 58                    | 0810                  | 1260                  | 16 GiB GDDR6    | 2000 MHz       | 256 Bit             | 512                            | 18,71                      | 0,29                       | 121,0          | 292,3          | 115 W |

| Marke \| Modell | Marke \| Modell | Offizieller Launch | Grafikprozessor (GPU) | Grafikprozessor (GPU) | Grafikprozessor (GPU) | Grafikprozessor (GPU) | Grafikprozessor (GPU) | Grafikprozessor (GPU) | Grafikprozessor (GPU) | Grafikprozessor (GPU) | Grafikprozessor (GPU) | Grafikspeicher  | Grafikspeicher | Grafikspeicher      | Grafikspeicher                 | Leistungsdaten             | Leistungsdaten             | Leistungsdaten | Leistungsdaten | MGCP  |
| Marke \| Modell | Marke \| Modell | Offizieller Launch | Typ                   | Aktive Einheiten      | Aktive Einheiten      | Aktive Einheiten      | Aktive Einheiten      | Aktive Einheiten      | Aktive Einheiten      | Chiptakt              | Chiptakt              | Speicher- größe | Speicher- takt | Speicher- interface | Speicher- bandbreite (in GB/s) | Rechenleistung (in TFlops) | Rechenleistung (in TFlops) | Füllrate       | Füllrate       | MGCP  |
| Marke \| Modell | Marke \| Modell | Offizieller Launch | Typ                   | ROPs                  | SM                    | ALUs                  | Textur- einheiten     | Tensor- kerne         | RT- Kerne             | Basis (MHz)           | Boost (MHz)           | Speicher- größe | Speicher- takt | Speicher- interface | Speicher- bandbreite (in GB/s) | Rechenleistung (in TFlops) | Rechenleistung (in TFlops) | Pixel (GP/s)   | Texel (GT/s)   | MGCP  |
| Marke \| Modell | Marke \| Modell | Offizieller Launch | Typ                   | ROPs                  | SM                    | ALUs                  | Textur- einheiten     | Tensor- kerne         | RT- Kerne             | Basis (MHz)           | Boost (MHz)           | Speicher- größe | Speicher- takt | Speicher- interface | Speicher- bandbreite (in GB/s) | 32 bit                     | 64 bit                     | Pixel (GP/s)   | Texel (GT/s)   | MGCP  |
| --------------- | --------------- | ------------------ | --------------------- | --------------------- | --------------------- | --------------------- | --------------------- | --------------------- | --------------------- | --------------------- | --------------------- | --------------- | -------------- | ------------------- | ------------------------------ | -------------------------- | -------------------------- | -------------- | -------------- | ----- |
| GeForce RTX     | 3050 Max-Q      | 11. Mai 2021       | GA107                 | 32                    | 16                    | 2048                  | 064                   | 064                   | 16                    | 712                   | 1057                  | 04 GiB GDDR6    | 1375 MHz       | 128 Bit             | 176                            | 04,33                      | 0,07                       | 033,8          | 067,7          | 035 W |
| GeForce RTX     | 3050 Max-Q      | 6. Juli 2022       | GA107                 | 32                    | 16                    | 2048                  | 064                   | 064                   | 16                    | 757                   | 1125                  | 04 GiB GDDR6    | 1375 MHz       | 128 Bit             | 176                            | 04,61                      | 0,07                       | 036,0          | 072,0          | 035 W |
| GeForce RTX     | 3050 Max-Q      | 6. Juli 2022       | GA107                 | 32                    | 20                    | 2560                  | 080                   | 080                   | 20                    | 622                   | 990                   | 06 GiB GDDR6    | 1375 MHz       | 096 Bit             | 132                            | 05,01                      | 0,08                       | 031,7          | 079,2          | 035 W |
| GeForce RTX     | 3050 Ti Max-Q   | 11. Mai 2021       | GA107                 | 32                    | 20                    | 2560                  | 080                   | 080                   | 20                    | 735                   | 1035                  | 04 GiB GDDR6    | 1375 MHz       | 128 Bit             | 176                            | 05,30                      | 0,08                       | 033,1          | 082,8          | 075 W |
| GeForce RTX     | 3060 Max-Q      | 2. Feb. 2021       | GA106                 | 48                    | 30                    | 3840                  | 120                   | 120                   | 30                    | 817                   | 1282                  | 06 GiB GDDR6    | 1500 MHz       | 192 Bit             | 288                            | 09,85                      | 0,15                       | 061,5          | 153,8          | 060 W |
| GeForce RTX     | 3070 Max-Q      | 2. Feb. 2021       | GA104                 | 80                    | 40                    | 5120                  | 160                   | 160                   | 40                    | 780                   | 1290                  | 08 GiB GDDR6    | 1500 MHz       | 256 Bit             | 384                            | 13,21                      | 0,21                       | 103,2          | 206,4          | 080 W |
| GeForce RTX     | 3070 Ti Max-Q   | 1. Feb. 2022       | GA104                 | 96                    | 46                    | 5888                  | 184                   | 184                   | 46                    | 510                   | 1035                  | 08 GiB GDDR6    | 1500 MHz       | 256 Bit             | 384                            | 12,19                      | 0,19                       | 099,4          | 190,4          | 080 W |
| GeForce RTX     | 3080 Max-Q      | 2. Feb. 2021       | GA104                 | 96                    | 48                    | 6144                  | 192                   | 192                   | 48                    | 780                   | 1245                  | 08 GiB GDDR6    | 1500 MHz       | 256 Bit             | 384                            | 15,30                      | 0,24                       | 119,5          | 239,0          | 080 W |
| GeForce RTX     | 3080 Ti Max-Q   | 25. Jan. 2022      | GA103                 | 96                    | 58                    | 7424                  | 232                   | 232                   | 58                    | 585                   | 1125                  | 16 GiB GDDR6    | 1500 MHz       | 256 Bit             | 384                            | 16,70                      | 0,26                       | 108,0          | 261,0          | 080 W |